# サンフランシスコ海軍造船所
サンフランシスコ海軍造船所 (San Francisco Naval Shipyard) は、カリフォルニア州サンフランシスコに所在するアメリカ海軍の造船所（海軍工廠）。同市南東のハンターズ・ポイントに位置し、敷地面積は638エーカー（2.6km2）に及ぶ。1870年に民間造船所として設立され、2つの乾ドックを所有していたが19世紀後半から20世紀前半にユニオン鉄工所によって買収され、後にベスレヘム造船の所有となりハンターズ・ポイント造船所 (Hunters Point Drydocks) と改称された。

## 歴史

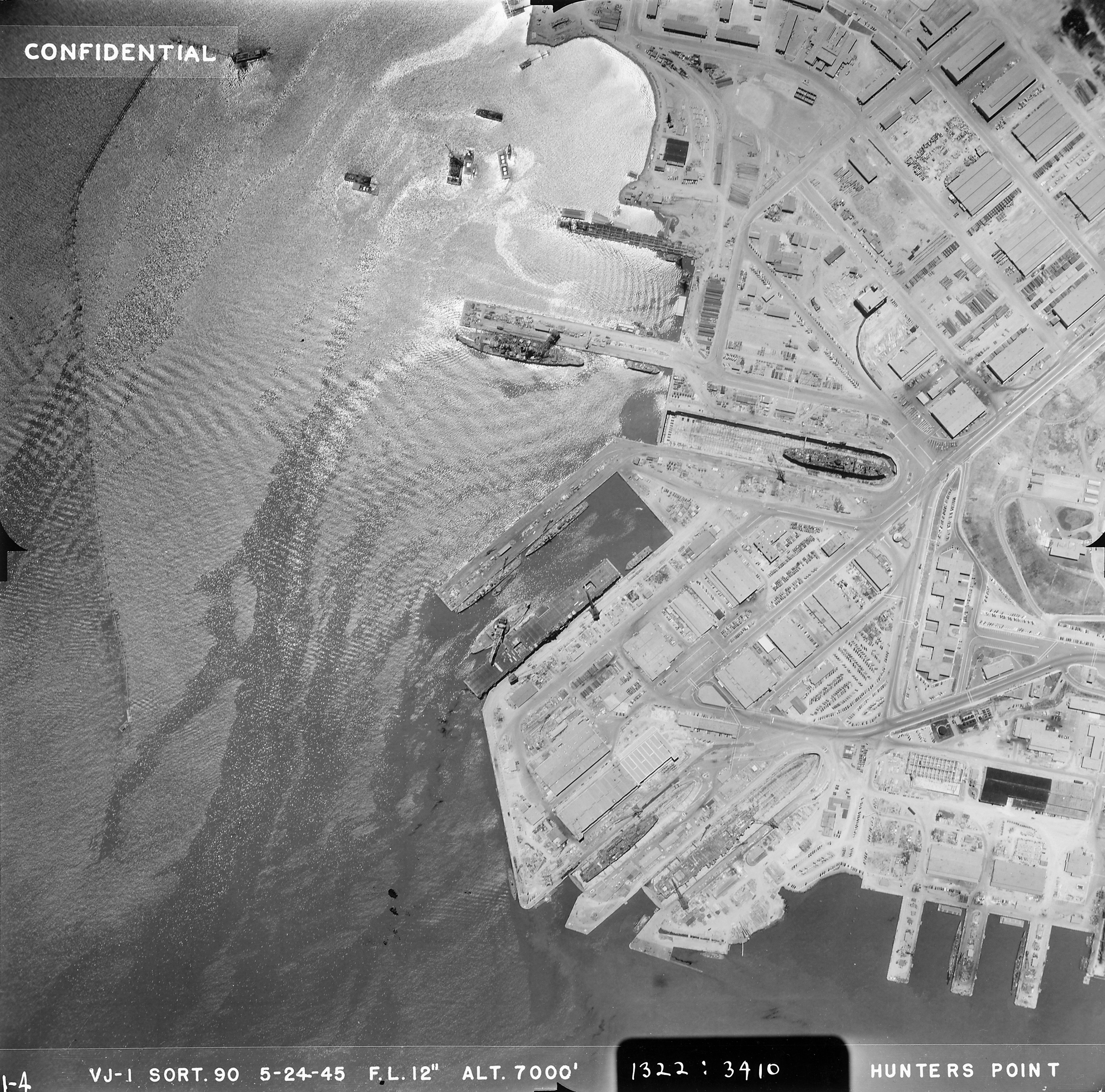
上空からの写真、1945年5月24日

オリジナルのドックは岩盤に構築された。1916年には乾ドックが当時世界最大であると考えられた。全長は1,000フィートを超え、最大の軍艦および旅客船を浮揚させて使用するのに十分な大きさがあると言われていた。水深は65フィートであった。海軍はこのドックをサンディエゴとワシントン州ブレマートンの間の中間拠点として使用した。海岸線の大半は20世紀前半の間にサンフランシスコ湾を埋め立てて拡張された。海軍はサンフランシスコ湾での造船および修理の重要性を認識し、第一次世界大戦の間にハンターズ・ポイントを使用する交渉を始めた。1920年に太平洋岸の海軍基地に関する議会の聴聞会がサンフランシスコ市庁舎で開催され、ジェームズ・ロルフ市長、土木工学者のマイケル・オショーネシーがハンターズ・ポイントへの基地設置を主張した。
造船所は第二次世界大戦が始まると共に海軍によって再び充当され、西海岸における主要な造船所のうちの1つとなった。海軍は1941年11月に取得し、ハンターズ・ポイント海軍造船所 (Hunters Point Naval Shipyard,) と改名、後にはトレジャー・アイランド海軍基地ハンターズ・ポイント付属施設 (Treasure Island Naval Station Hunters Point Annex) と改名、1974年まで運用し、その後民間の船舶修理業者にその大半を貸与した。アフリカ系アメリカ人を含む多くの労働者が造船所およびその他の戦時関連産業で働くためこの地域に移住した。戦後も多くのブルーカラーの産業がここに移動し、海軍基地および民間造船所もこの地に留った。1994年に海軍は基地再編の一環として造船所を閉鎖した。
最初の原子爆弾の重要なコンポーネントは1945年7月にハンターズ・ポイントで重巡洋艦インディアナポリス (USS Indianapolis, CA-35) に積み込まれ、テニアン島へ運ばれた。
当時の大半の工業地帯同様に、ハンターズ・ポイントは一連の石炭および石油による火力発電施設を所有しており、そこから発生した煤煙および燃焼による副産物の両方を原因とする汚染という負の遺産を残すこととなった。基地は1994年に完全に閉鎖されたが、大量の有毒廃棄物の浄化の必要性は未だに考慮されている。
第二次世界大戦後、および1969年までハンターズ・ポイント造船所には海軍核防衛研究所の施設があり、それはアメリカ軍最大の核研究のための大型施設であった。
ハンターズ・ポイント造船所はサンフランシスコ・フォーティナイナーズの新本拠地を建造する予定地として考えられた。

## 参照
1. ↑  “49ers decision a year away” (英語). The Mercury News. (2007年9月6日)